# Trilochites
Trilochites is een monotypisch geslacht van mosdiertjes uit de  familie van de Hippopodinidae. De wetenschappelijke naam ervan werd in 1991 voor het eerst geldig gepubliceerd door Hayward.

## Soort
- Trilochites biformatus (Waters, 1904)</sm2all>